# Schwanenhals-Drehgestell

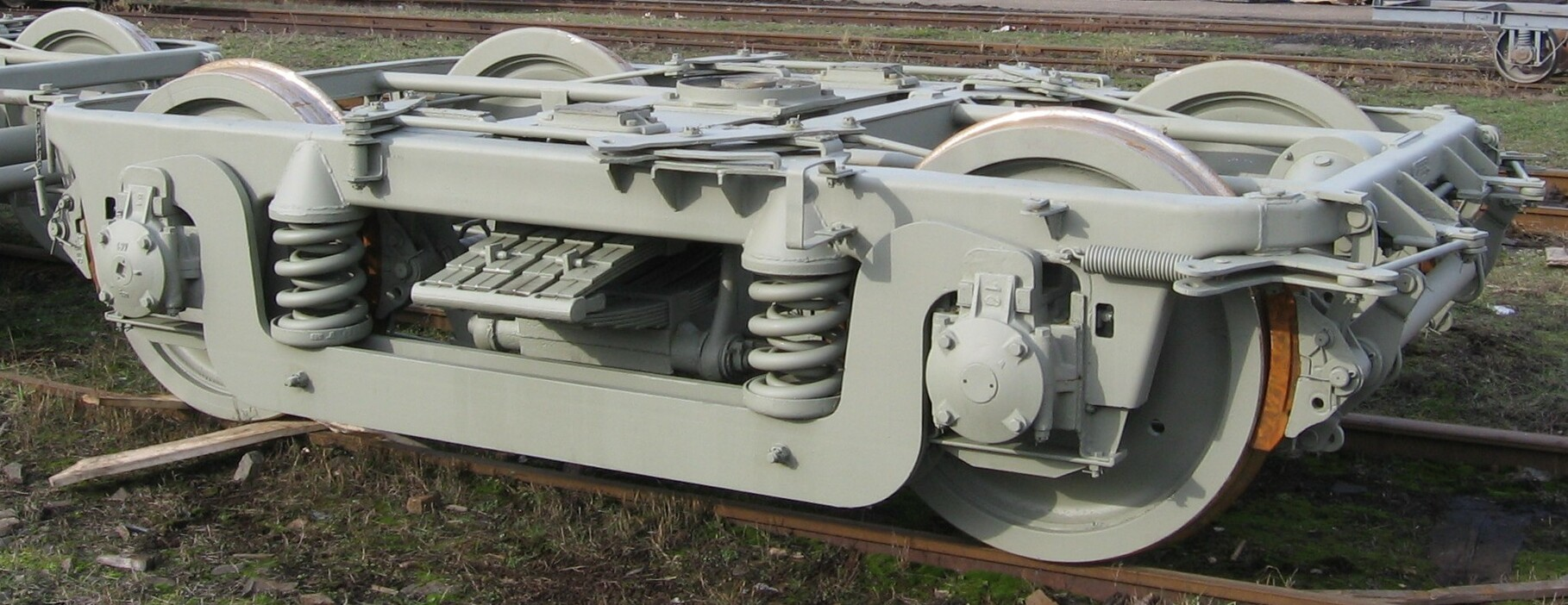
Klassisches Schwanenhals-Drehgestell

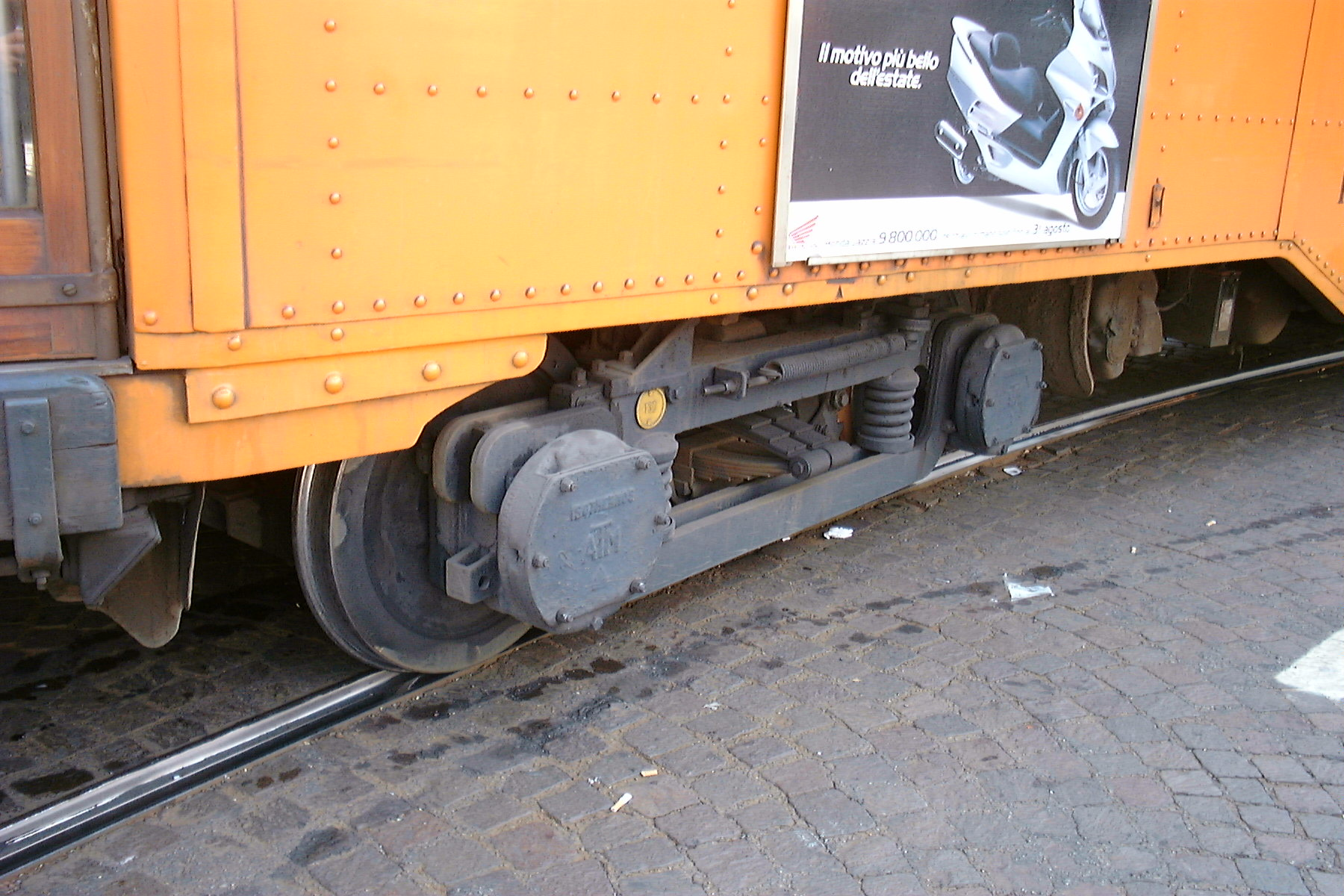
Schwanenhals-Drehgestell an einem Mailänder ATM 1500

Ein Schwanenhals-Drehgestell (nach seiner Herkunft auch Amerikanisches Drehgestell oder Pennsylvania-Drehgestell) ist eine erstmals in den Vereinigten Staaten von Amerika hergestellte Bauart von Drehgestellen für Personenwagen. Es kam auch bei Lokomotiven und Triebwagen zur Anwendung.

## Bauart

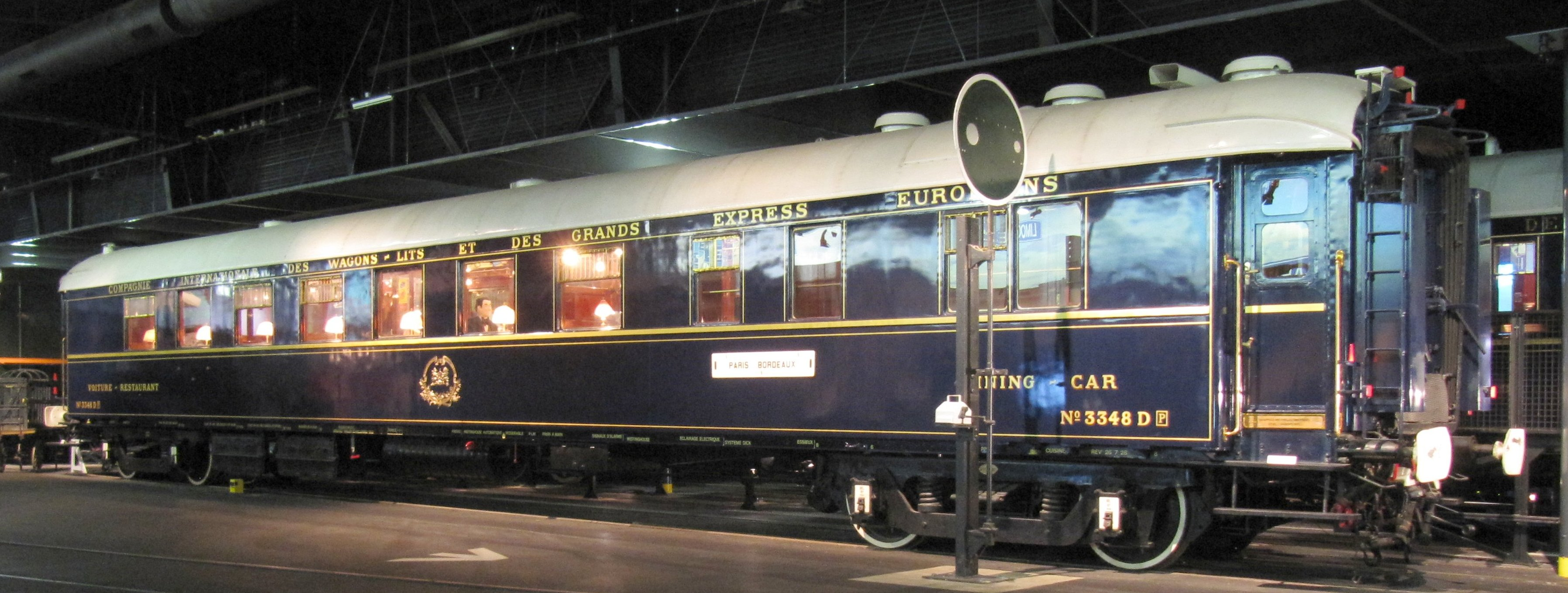
CIWL Luxus-Speisewagen mit Schwanenhals-Drehgestellen

Die Wiege ist an dem aus einem Stück bestehenden Rahmen aufgehängt und wird von mehreren (in der Regel 2 × 4) Blattfedern als Vollelliptikfedern abgefedert. Der Drehgestellrahmen stützt sich mittels Schraubenfedern, die die Primärfederstufe bilden, auf je einen Tragbalken mit Schwanenhals-förmig gekröpften Endstücken pro Seite ab, welche auf den Radsatzlagern befestigt sind. Die Radsatzlager sind relativ starr in den Führungen des Rahmens gelagert, sie sind nicht radial einstellbar.
Der Achsstand beträgt 2500 mm und die Masse eines kompletten Drehgestells (bei der CIWL verwendeten Bauart) 6900 kg. Die Drehgestelle gab es in zwei- und dreiachsiger Ausführung. Aufgrund der großen ungefederten Masse der Schwanenhals-Trägers kommt es jedoch bei dieser Drehgestell-Bauart zu einer großen Stoßwirkung auf den Oberbau.
Das Drehgestell wurde mehrfach weiterentwickelt, beispielsweise in den 1950er Jahren zum sog. Commonwealth Bogie. Es kamen zudem statt der Gleitlager auch Rollenlager zum Einbau und die Abfederung wurde komplett durch Schraubenfedern übernommen. Die markanteste Änderung stellt das Aussehen des Tragbalkens dar, welcher bei späteren Bauarten nicht mehr schwanenhalsförmig ausgebildet, sondern als gerader Balken unten an den Radsatzlagern angeschlagen war (CIWL-Type PLs).
Die Deutsche Reichsbahn ersetzte in den 1960er Jahren bei den beim Bau der vierachsigen Rekowagen von den Spenderwagen übernommenen Schwanenhalsdrehgestellen, die weiterverwendet werden sollten, die Holzwiegentäger durch solche in geschweißter Stahlbauart und die Vollelliptik-Blattfedern durch Schraubenfedern.

## Geschichte

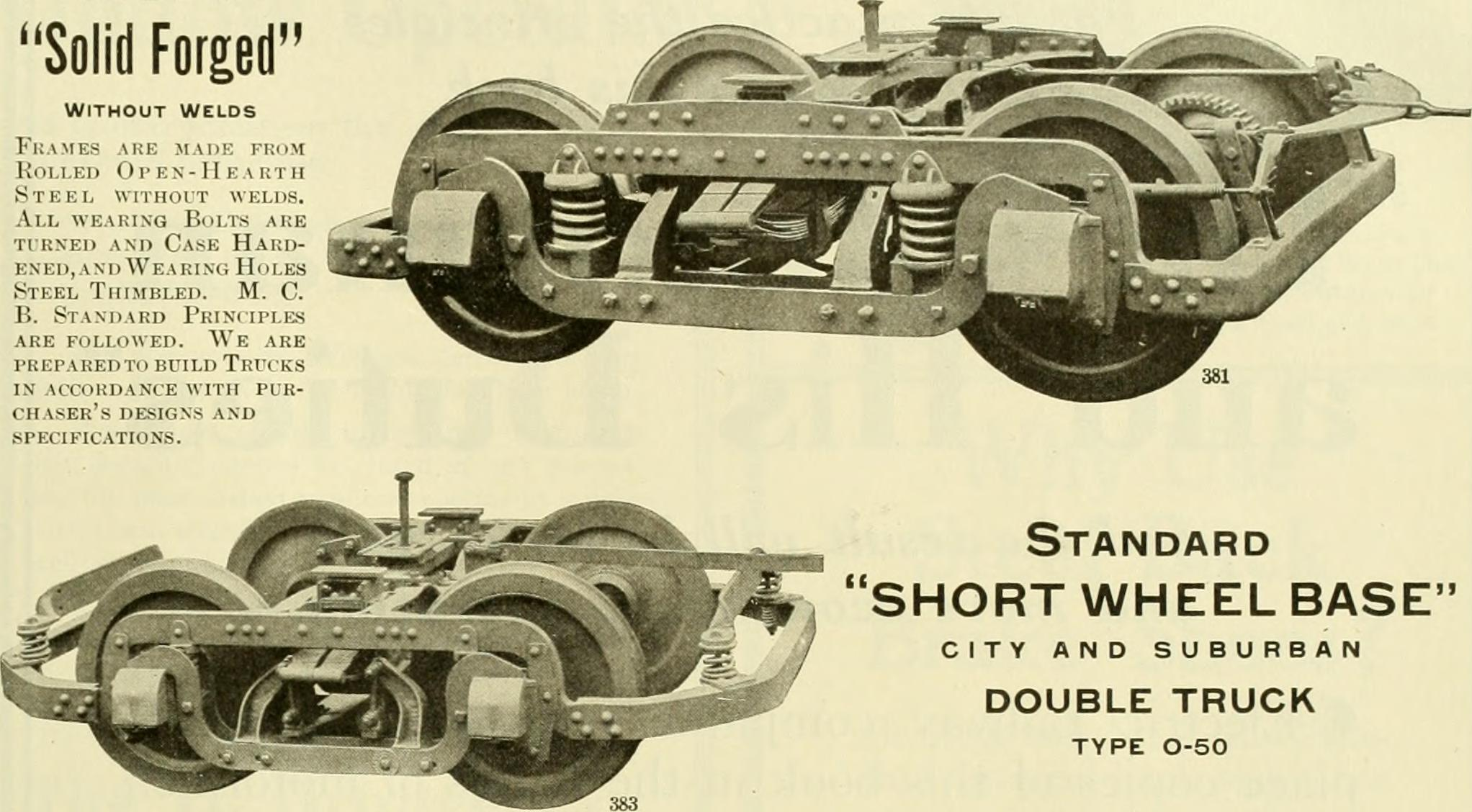
Werbeanzeige für verschiedene Bauarten (1906)

Die Herstellung des in einem Stück gegossenen Rahmens (einschließlich Kopftraversen, Zwischenstücken und Aufhängungen des Bremsgestänges) gelang als erstes der Commonwealth Steel Company in St. Louis in den USA. Bereits um die Jahrhundertwende kamen Schwanenhals-Drehgestelle in Gebrauch und zeichneten sich durch eine verbesserte Laufruhe im Gegensatz zu früheren Bauarten aus.
In Europa wurden Schwanenhals-Drehgestelle in größerem Stil erstmals 1922 bei den Schlafwagen Typ S der Compagnie Internationale des Wagon-Lits angewendet, für deren Wagen es in Folge als Standarddrehgestell Verwendung fand und intern als Typ P bezeichnet wurde. Insgesamt dürften im Lauf von über 30 Jahren rund 1500 Wagen der CIWL mit diesen Drehgestellen ausgerüstet worden sein, welches in Folge mehrfach weiterentwickelt wurde. Auch bei anderen Bahnverwaltungen kam diese Type aufgrund der guten Laufeigenschaften zur Anwendung.

## Bilder
- Frühe Bauart überwiegend in Holzbauweise

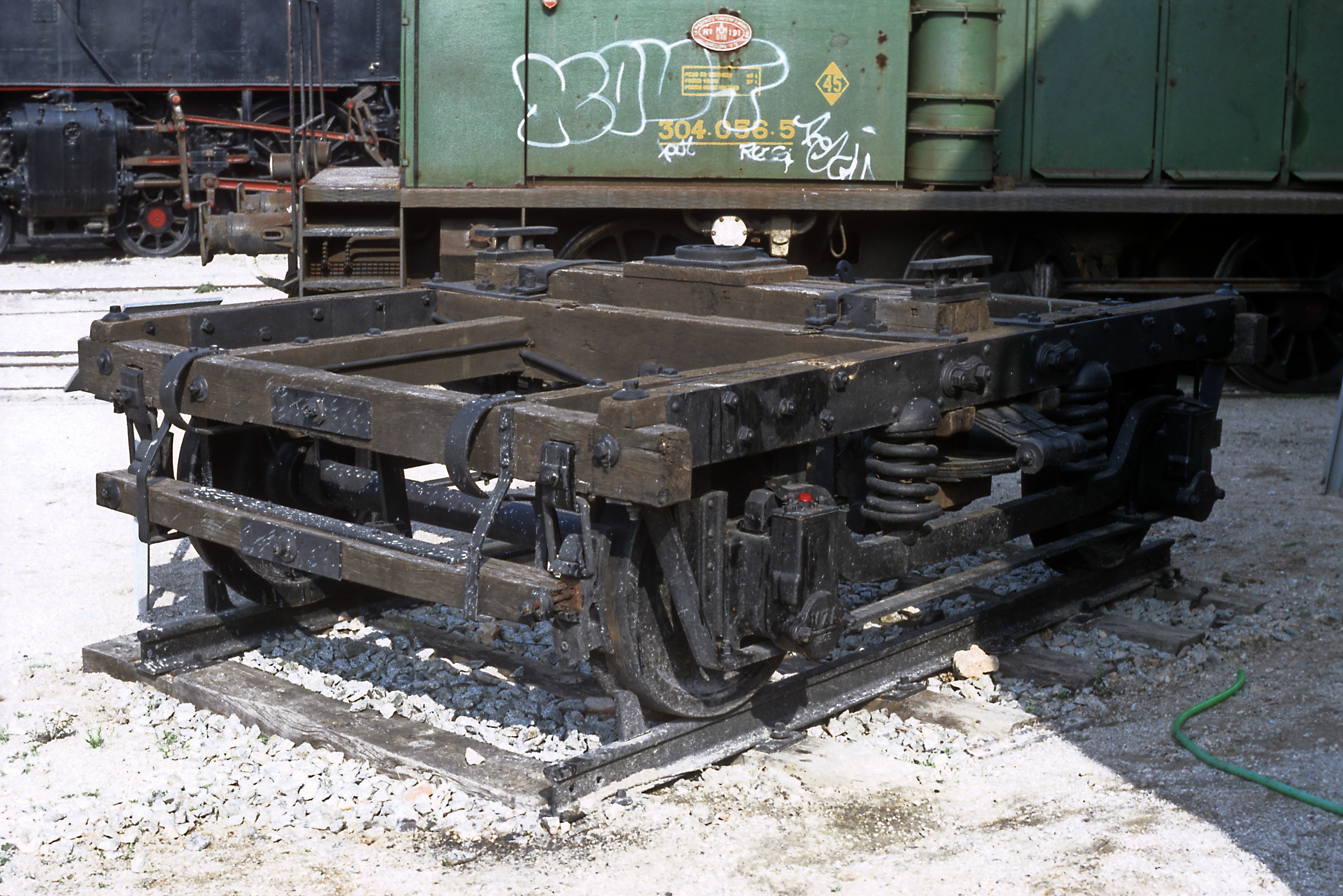
Frühe Bauart überwiegend in Holzbauweise
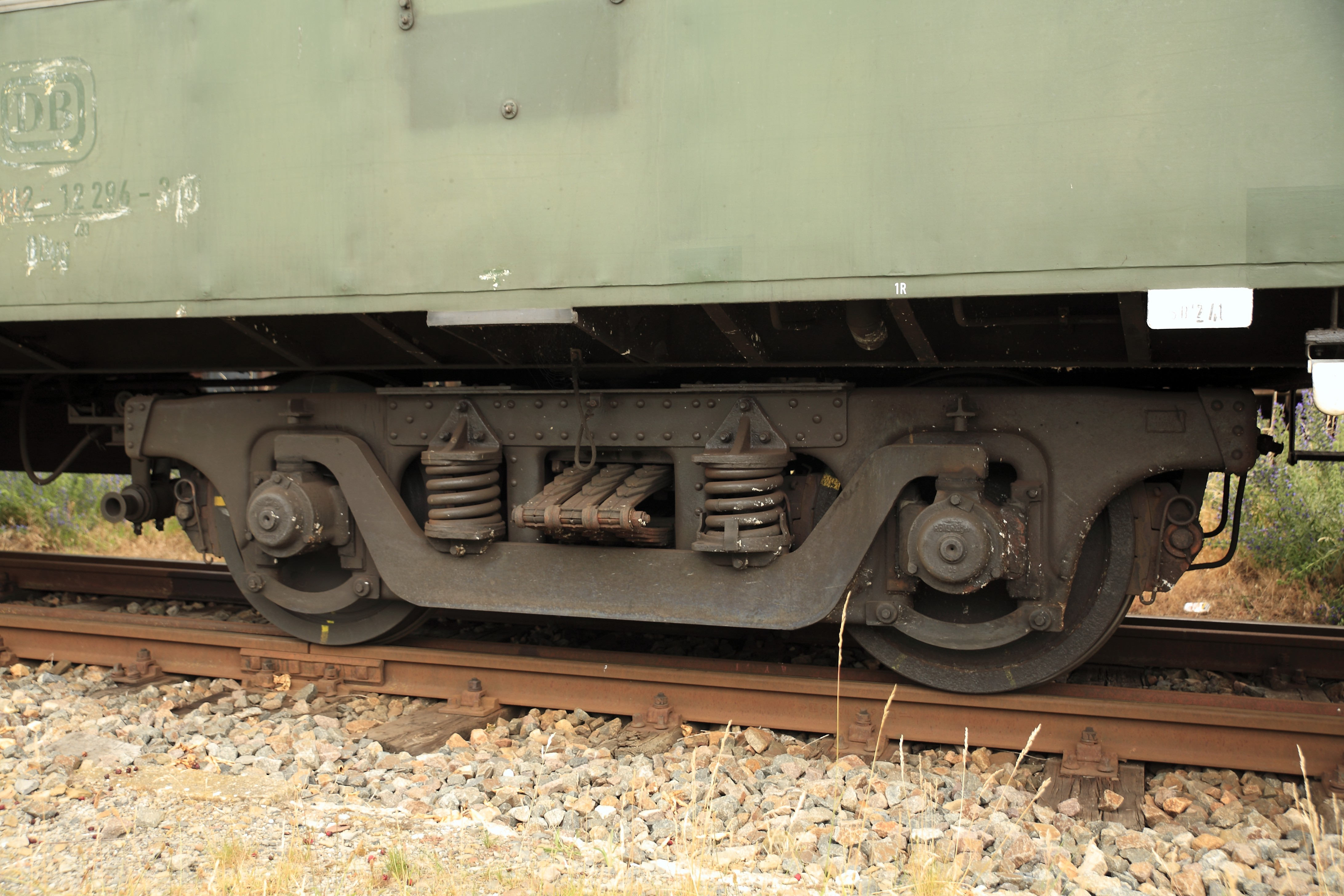
Schwanenhals-Drehgestell eines Umbauwagens der DB
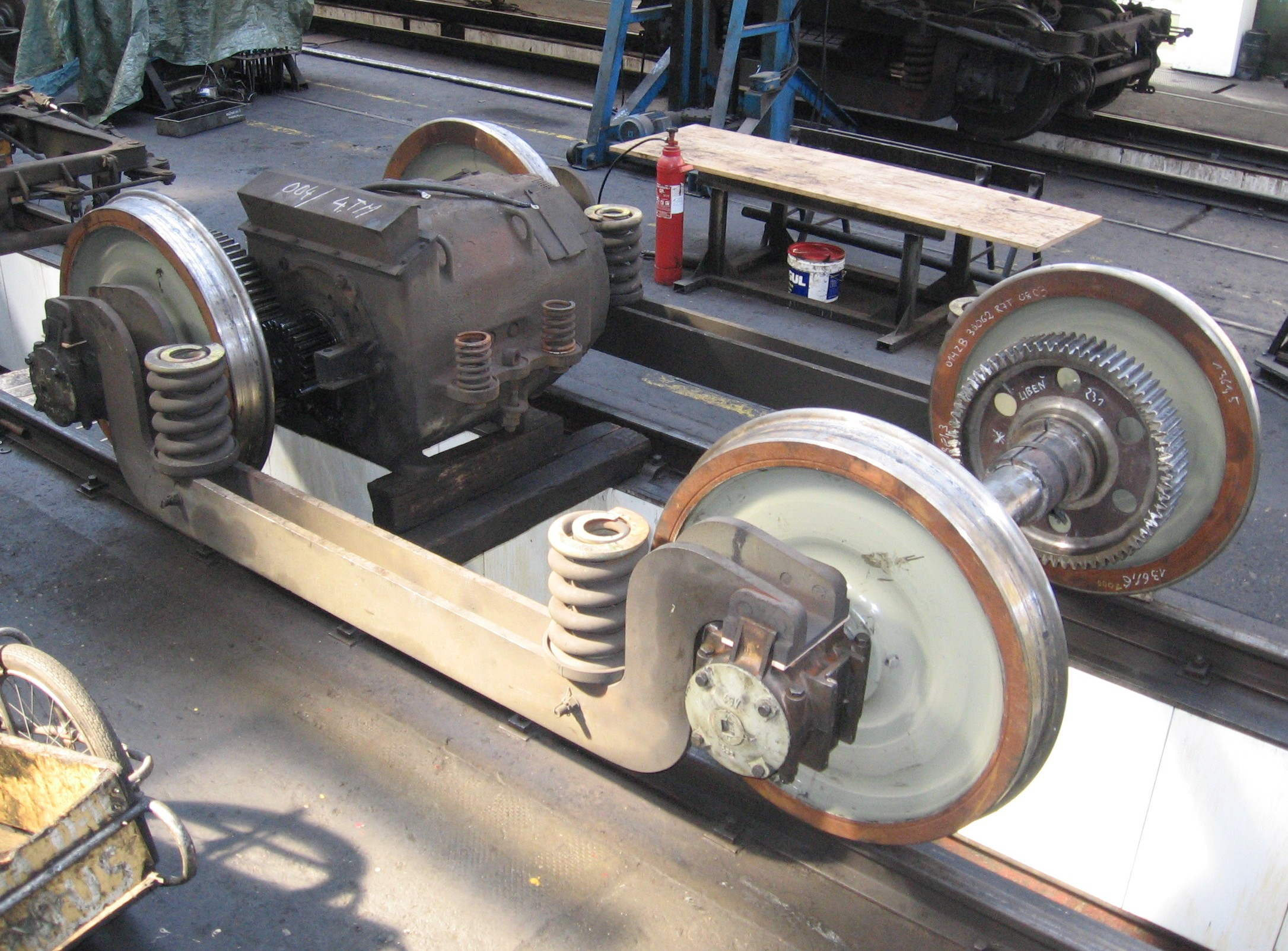
Schwanenhalsträger eines elektrischen Triebwagens EM 475.1

- Schwanenhalsträger eines elektrischen Triebwagens EM 475.1
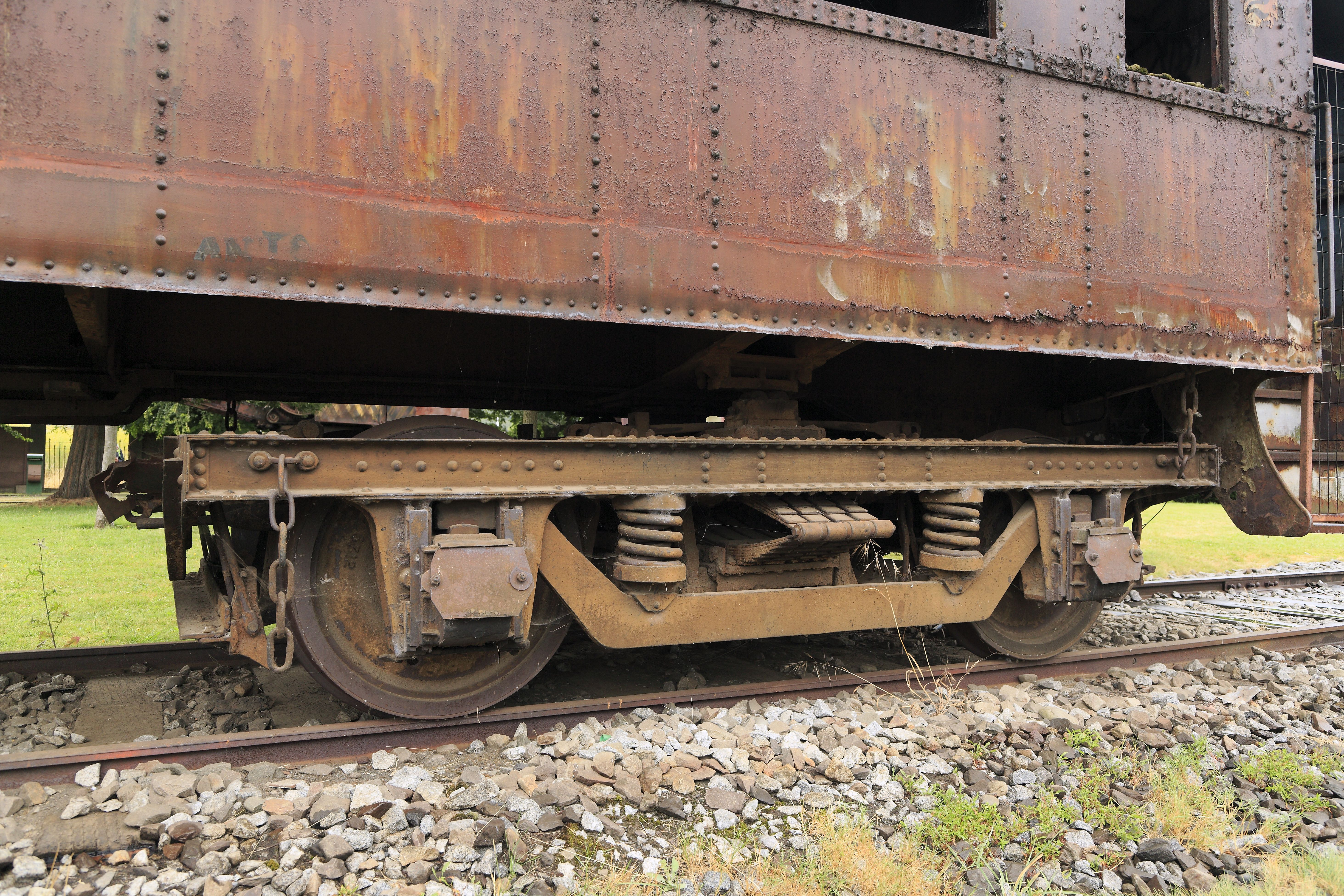
Bauart von Linke-Hoffmann-Busch (1920er Jahre)
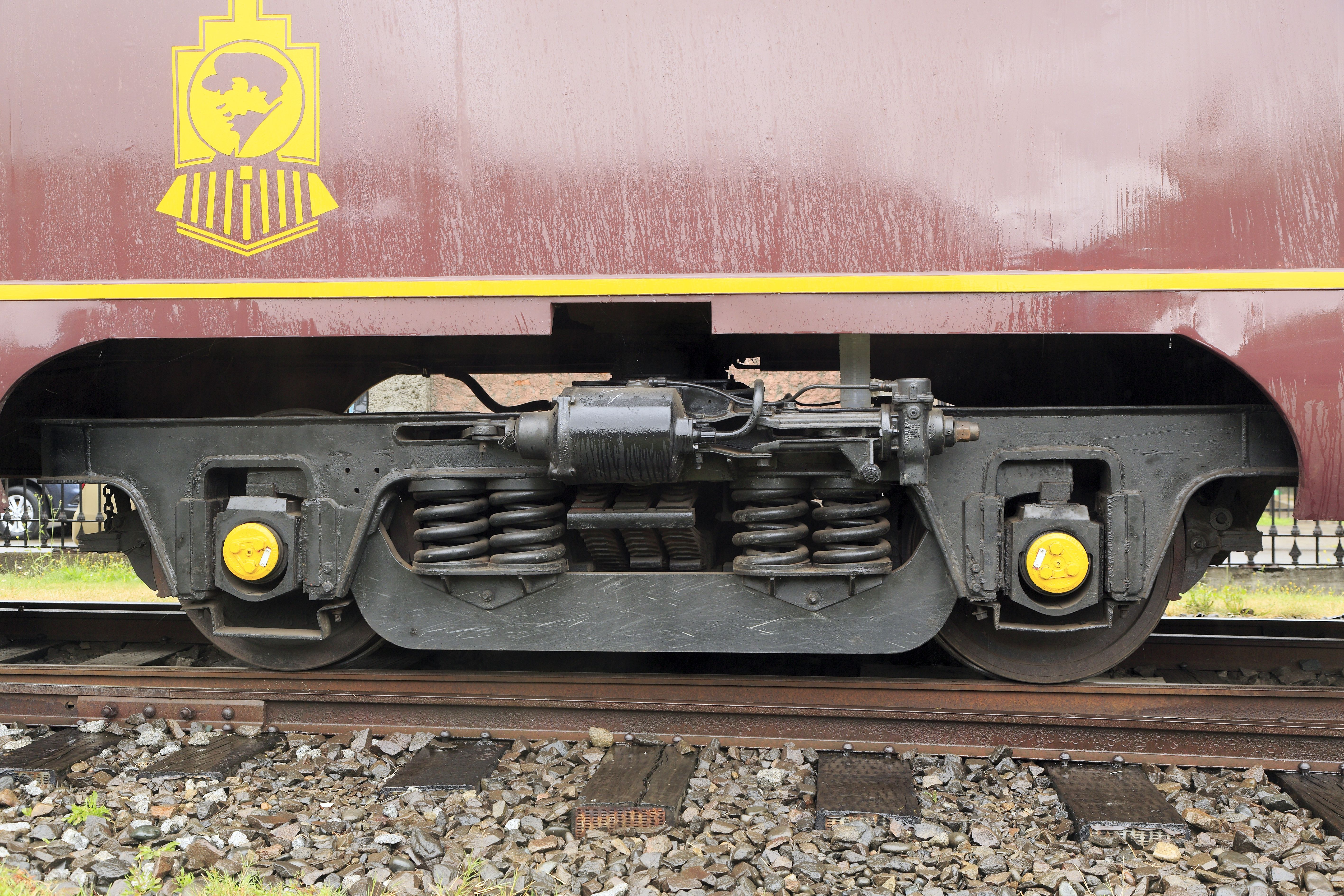
Bauform mit Rollenlagern, doppelten Schraubenfedern und außenliegendem Bremszylinder
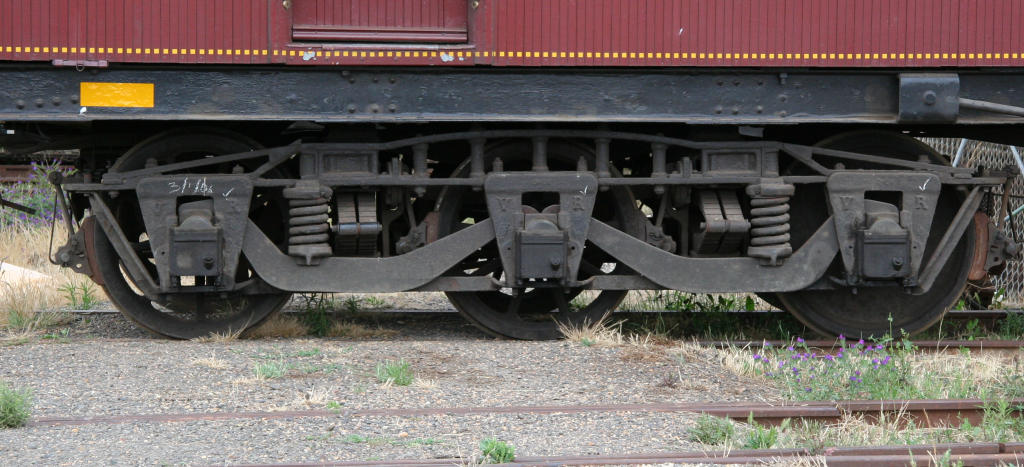
Sechsachsiges Drehgestell früher Bauart
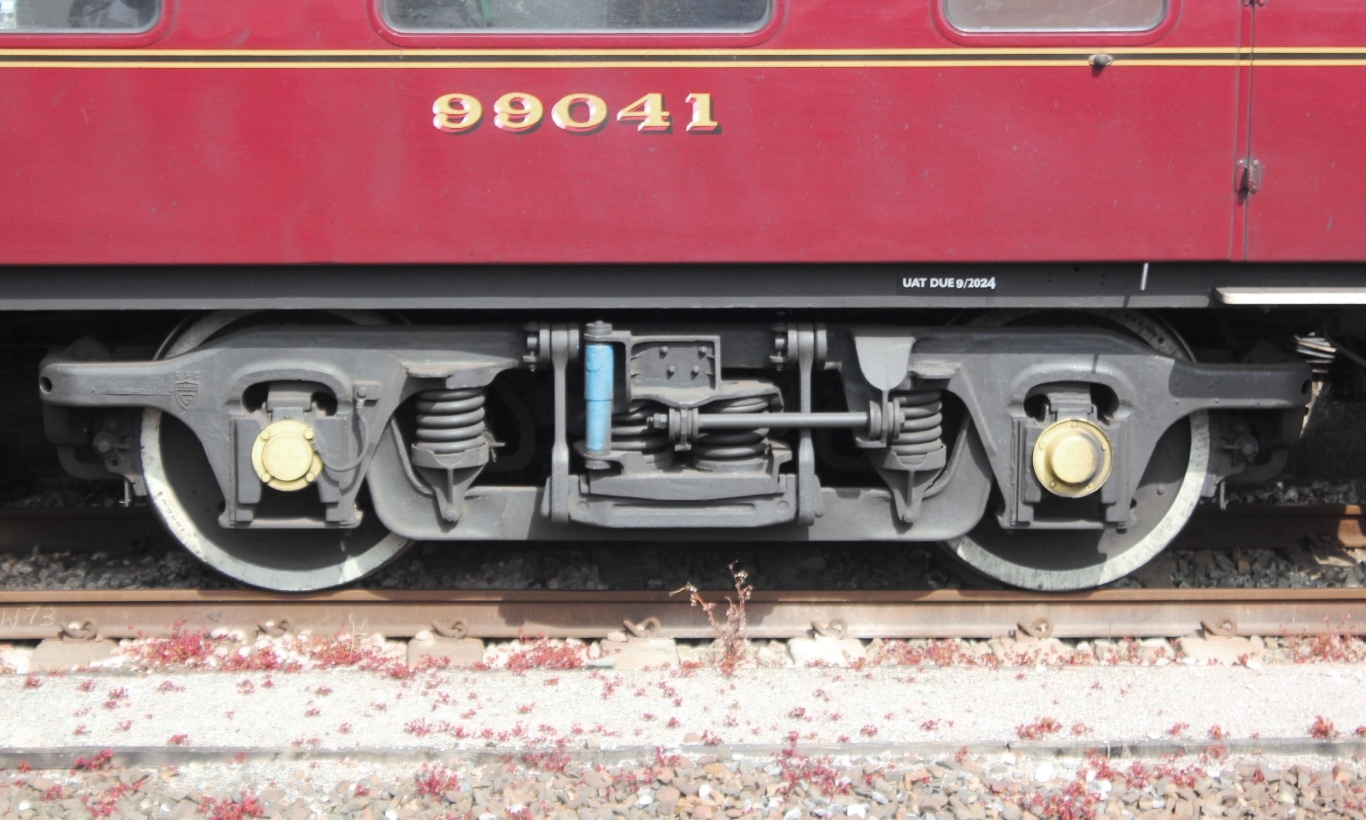
Weiterentwicklung: Commonwealth Bogie

- Bauform mit Rollenlagern, doppelten Schraubenfedern und außenliegendem Bremszylinder
- Sechsachsiges Drehgestell früher Bauart
- Weiterentwicklung: Commonwealth Bogie